# Chiesa di San Leonardo da Porto Maurizio (Roma)
La chiesa di San Leonardo da Porto Maurizio è un luogo di culto cattolico di Acilia, frazione di Roma Capitale.
La chiesa è sede parrocchiale, eretta il 5 novembre 1936 con il decreto del cardinale vicario Francesco Marchetti Selvaggiani "In regione Ostiensi" e retta dai frati francescani. Su di essa insiste il titolo cardinalizio di San Leonardo da Porto Maurizio ad Acilia, istituito il 19 novembre 2016 da papa Francesco.

## Bibliografia

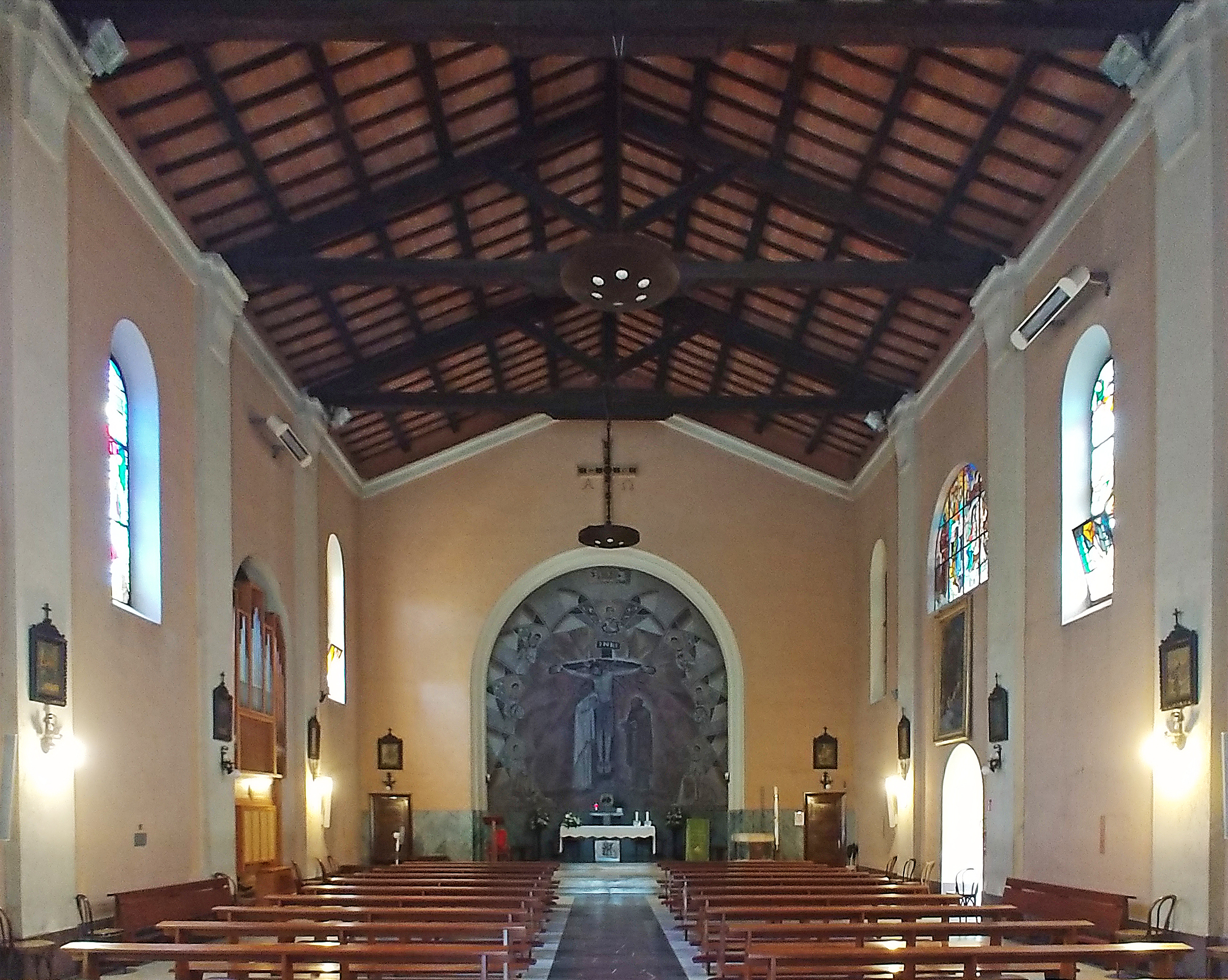
L'interno